# Résolution 913 du Conseil de sécurité des Nations unies
Membres permanents
- Chine
- États-Unis
- France
- Royaume-Uni
- Russie

Membres non permanents
- Argentine
- Brésil
- Djibouti
- Espagne
- Nigéria
- Nouvelle-Zélande
- Oman
- Pakistan
- République tchèque
- Rwanda

Résolution no 912 Résolution no 914
La résolution 913 du Conseil de sécurité des Nations unies a été adoptée à l'unanimité le 22 avril 1994, après avoir réaffirmé toutes les résolutions sur la situation en Bosnie-Herzégovine ainsi que la résolution 908 (1994). Le Conseil de sécurité a discuté de la situation dans la zone de sécurité de Goražde et du règlement du conflit.
Le Conseil a exprimé son inquiétude quant à la poursuite des combats autour de la ville de Goražde et à son impact sur l'ensemble de la Bosnie-Herzégovine et sur les négociations. La ville était une zone protégée par les Nations unies et l'armée serbe de Bosnie a été fermement condamnée pour son offensive contre elle et la population civile, ainsi que pour ses attaques contre les travailleurs humanitaires, qui constituaient une violation du droit humanitaire international. Les Serbes de Bosnie ont été en outre condamnés pour leur incapacité à respecter leurs engagements et à négocier de bonne foi. Les obstacles à la liberté de mouvement et les attaques contre la Force de protection des Nations unies (FORPRONU) ont été condamnés et le Conseil a déterminé que cette Force ferait pleinement usage de son mandat dans les résolutions 824 (1993), 836 (1993), 844 (1993) et 908 (1994) pour contribuer à un cessez-le-feu durable dans la région.
Agissant en vertu du chapitre VII de la Charte des Nations unies, un cessez-le-feu immédiat a été exigé entre le gouvernement de Bosnie-Herzégovine et les Serbes de Bosnie, tandis que les attaques contre Goražde ont été condamnées. Le secrétaire général Boutros Boutros-Ghali a été invité à garantir que la FORPRONU soit en mesure de surveiller la situation, y compris les mesures visant à placer les armes lourdes sous le contrôle des Nations unies. La résolution autorisait l'usage de frappes aériennes en cas de non respect de ses dispositions.
La résolution appelait à la fin des provocations dans les zones de sécurité et exigeait la libération du personnel des Nations unies fait prisonnier par les forces serbes de Bosnie. La liberté de mouvement de la FORPRONU a été exigée tandis qu'un réexamen du nombre de soldats de ladite Force aurait lieu d'ici le 30 avril 1994. Le Conseil a souligné la nécessité d'un règlement politique en coopération étroite avec les représentants des États-Unis, de la Russie, des Nations unies et de l'Union européenne. Enfin, d'autres mesures seraient prises si nécessaire.

## Voir également
- Génocide bosniaque
- Guerre de Bosnie-Herzégovine
- Dislocation de la Yougoslavie
- Guerre de Croatie
- Guerres de Yougoslavie